# WireGuard
WireGuard è un programma open source e un protocollo che implementa la tecnica della virtual private network (VPN) per creare connessioni sicure punto-punto in configurazione routed o bridged. Viene eseguito come modulo nel kernel linux e punta ad avere prestazioni migliori rispetto ad IPsec e OpenVPN.

## Protocollo
Al livello di rete ha supporto nativo per il solo protocollo UDP, per evitare il potenziale fenomeno di TCP-over-TCP o TCP Meltdown. Ha supporto sia per IPv4 che per IPv6 e può incapsulare IPv4 in IPv6 e viceversa.
WireGuard utilizza Curve25519 per lo scambio chiavi, ChaCha20 e Poly1305 per l'autenticazione e BLAKE2s per l'hashing.
È stato scritto dal ricercatore e consulente Jason A. Donenfeld ed è pubblicato sotto la versione 2 della licenza libera GNU GPL.

## Adozione
Nel 2016, WireGuard è stato incluso fra i pacchetti ufficiali di Debian (tutti i nuovi pacchetti finiscono nel repository chiamato "sid", ovvero il ramo "non stabile").
Nell'aprile 2018, WireGuard è stato adottato dagli operatori VPN commerciali svedesi Mullvad e AzireVPN. Ha ricevuto donazioni da Mullvad, Private Internet Access e NLnet Foundation.
A giugno 2018, il senatore dell'Oregon Ron Wyden ha raccomandato al National Institute of Standards and Technology (NIST) di prendere in considerazione WireGuard quale sostituto delle tecnologie correnti come IPsec e OpenVPN.
Il 18 dicembre 2018 Proton Mail e Proton VPN hanno esortato a continuare ricerca e sviluppo nella tecnologia WireGuard, mostrando l'intenzione di incrementare il sostegno finanziario.
Nel 2020, WireGuard viene accettato nel ramo di Debian chiamato "buster-backports", rendendo quindi WireGuard facilmente installabile anche nelle distribuzioni Debian "stable" e senza dover quindi avanzare i propri sistemi a Debian "testing".
Nel 2023, WireGuard riceve 209 000 euro di donazioni dall'organizzazione tedesca Sovereign Tech Agency, la quale è stata fondata l'anno precedente per effettuare anche questo tipo di donazioni verso software libero ritenuto di priorità critica.
Nel 2024, la versione 1.0 di WireGuard è distribuita ufficialmente con Debian nel repository "stabile" (all'epoca chiamato "bullseye"). Questo ha quindi facilitato l'adozione in migliaia di altre distribuzioni basate su Debian.

## Implementazioni
Fra le implementazioni del sistema WireGuard troviamo:
- L'implementazione di riferimento di Donenfeld, scritta in C e Go.
- BoringTun di Cloudflare, un'implementazione in user space scritta in Rust.[10][11]